# Coke (football)
Pour les articles homonymes, voir Coke.
Pour l’article ayant un titre homophone, voir Koke.
Jorge Andújar Moreno dit Coke, né le 26 avril 1987 à Madrid, est un footballeur espagnol qui évolue au poste d'arrière droit au Levante UD.

## Biographie
Il est double buteur lors de la finale de la Ligue Europa 2015-2016 face à Liverpool.
Le 16 décembre 2017, Coke est prêté au Levante UD jusqu'à la fin de la saison.

## Palmarès

### En club
- Rayo Vallecano
  - Champion de Segunda División B en 2008.
- Séville FC
  - Vainqueur de la Ligue Europa 2014, 2015 et 2016.

### Récompenses individuelles
- Élu « Homme du match » de la finale de Ligue Europa 2016.